# Lloro gris cua de vinagre
El lloro gris cua de vinagre (Psittacus timneh) és una espècie de la família dels psitàcids. És un papagai de mitjana grandària.

## Morfologia
Fa uns 28–33 cms amb un pes de 275–375 grams, essent les femelles una mica més petites que els mascles. Plomatge gris, a excepció de la cua, d'uns tons entre roig i marró. Té el bec gran de color grisenc. Zona blanca a la cara i al voltant dels ulls. Iris groc. Ambdós sexes tenen un aspecte semblant. Els joves són bàsicament marró clar, gris al dors. Iris gris fosc.

## Hàbitat i distribució
Aquest lloro viu a les selves humides, arribant a sabanes amb arbres, manglars i proximitat de pobles. Des del sud de Guinea fins Sierra Leone, Libèria, Mali i Costa d'Ivori.

## Taxonomia
Tradicionalment considerat una subespècie de Psittacus erithacus, actualment és considerat una espècie diferent